# Marie Van Langendonck
Marie Barbe Antoinette Rutgeerts Van Langendonck (Antuérpia, 7 de outubro de 1798 — Gravataí, 6 de junho de 1875) foi uma poetisa e escritora belga.

## Biografia
Era filha de Carolus Rutgeerts e Marie Joséphine Philomène Linee Rutgeers. De pequena nobreza, teve excelente educação. Casou-se em 1827 com Jean Van Langendonck, oficial do Régiment de Guides e diretor do hospital militar de Charleroi.

## Publicações
“
Brasil, te revejo após três anos de ausência
No entanto te deixei para não mais voltar,
Mas a força de tua atração eu ignorava,
Pensei apenas uma lembrança de ti levar.
Mas debaixo deste outro céu, o céu de minha pátria,
Tive frio: de teu horizonte de fogo senti saudades
Da majestosa floresta a que nunca se esquece
Quando ali se viveu somente sob o olhar de Deus.
Salve, ó nova pátria de meus filhos,
Salve. Eu venho recuperar à sombra de tuas florestas
Este lugar ignorado onde minha vida vai acabar
Aonde eu irei, pela última vez, abençoá-los.”

— O Retorno
Publicou dois livros de poesia: Aubepines, editado em 1841, e Heures poétiques, editado em 1846. Quando ficou viúva, em 1857, decidiu renunciar à vida confortável em seu país natal e emigrou para o Brasil, onde seus dois filhos tinham vindo para trabalhar como colonos. Na verdade, os filhos integraram um projeto de colonização, a colônia Harmonia, às margens do rio Jacuí, proposto pelo conde belga de Montravel, projeto que, mais tarde, teria malogrado.
Madame Van Langendonck escreveu um diário relatando suas experiências em terras brasileiras, no período em que residiu em no Rio Grande do Sul, entre os anos de 1857 e 1859. Sua narrativa era muito viva e colorida, cheia de observações inteligentes sobre o país, as colônias, os emigrantes e o governo brasileiro. Findos os dois anos, retornou à Europa. Saudosa, três anos depois reuniu-se novamente aos filhos, já fixados na colônia Harmonia. A saudade está expressa no poema intitulado O Retorno (1863). 
O livro com o relato da experiência brasileira, foi publicado na Bélgica em 1862, sob o título de Une colonie au Brésil (Uma Colônia no Brasil).. Quando publicou o livro na Bélgica, incluiu o subtítulo 'Relatos históricos', razão pela qual pode-se afirmar que a autora desejava participar do gênero sério, dominado pelos historiadores e naturalistas. Ela tinha a intenção de que sua narrativa fosse autêntica, até certo ponto impessoal; entretanto, com frequência, resvalou para relatos próprios de diário íntimo, para observações de cunho pessoal. Um bom exemplo é um fato que ocorreu a caminho da cabana dos filhos e que lhe deu a oportunidade de falar do seu afeto por cães. Encontrando um cão de origem desconhecida, contou ela: "malgrado as prudentes advertências de nosso guia, dirigi-me diretamente ao cão, que, sem desconfiança, se deixou abordar e acariciar com um prazer evidente. Seu olhar doce convidava-nos positivamente a segui-lo".
Sua descrição de Porto Alegre é diferente das descrições dos viajantes que, em geral, decepcionavam-se com a chegada às cidades brasileiras:
"Porto Alegre é uma bela cidade, inteiramente nova, construída em um terreno acidentado, perto do confluente de quatro rios, que formam uma quase ilha. Aí, o ar é salubre, as ruas, direitas e bem pavimentadas. O alto comércio é reservado aos alemães e aos portugueses: estes representam os judeus da Europa. Entre eles, tudo o que produz um ganho qualquer é justificado por suas relações. Por conseguinte, todos enriquecem. Chegando de ordinário ao Brasil com uma mão atrás e outra adiante, eles começam por vender aguardente de cana (cachaça) aos negros, cujos roubos compram ou receptam.[...]
A aristocracia é representada, em Porto Alegre, por verdadeiros índios, brasileiros puro-sangue. Povo um pouco indolente, porém dócil, benevolente e de uma boa-fé incontestável. Hospitaleiro com tato e delicadeza, ele se esmera em tornar seu país agradável aos estrangeiros, cujos sufrágios lhe dão prazer. No entanto, não lhe aponte melhoras a introduzir em seu governo ou em suas administrações; ele lhe escutará sem acreditar em você e lhe responderá sorrindo: Paciência.
Os alemães que, pela perseverança e o trabalho adquiriram, no Brasil, um grande conforto ou fortuna, permanecem simples e dignos, muito unidos entre si e educam perfeitamente seus filhos."
O livro, no Brasil, foi traduzido e editado em Campinas mais de 100 anos depois, em 1990. Teve duas reedições, uma, em 2002, pela Editora Mulheres, de Florianópolis, e outra, em 2008, na Bélgica, que teve por base a versão original de 1883, pela Editions Biliki, cujo editor conheceu o livro a partir da edição brasileira.